# Audrey Cordon-Ragot
Audrey Cordon-Ragot (født 22. september 1989 i Pontivy) er en tidligere cykelrytter fra Frankrig.
I 2015, 2016, 2021 og 2022 blev hun fransk mester i enkeltstart, mens hun vandt titlen i linjeløb i 2020 og 2022.